# Hashtag

Sinal tipográfico da cerquilha
Para se formar um(a) hashtag,
é preciso acompanhá-lo de alguma expressão, que pode ser apenas um sinal, ou ainda uma palavra ou até uma frase, sendo que nesse último caso, se usa a formatação CamelCase.

Tags são palavras-chave (relevantes) ou termos associados a uma informação, tópico ou discussão que se deseja indexar de forma explícita no aplicativo Twitter, e também adicionado ao Facebook, Google+, Youtube e Instagram.
Hashtags são compostas pela palavra-chave do assunto antecedida pelo símbolo cerquilha (#). As hashtags viram hiperlinks dentro da rede, indexáveis pelos mecanismos de busca. Sendo assim, outros usuários podem clicar nas hashtags (ou buscá-las em mecanismos como o Google) para ter acesso a todos que participaram da discussão. As hashtags mais usadas no Twitter ficam agrupadas no menu Trending Topics, encontrado na barra lateral do microblog.
Já no Instagram, as hashtags mais usadas são as que contém um número maior de publicações e podem ser encontradas no campo de busca Explorar do aplicativo. 
Por exemplo, quando um utilizador partilha algo com a hashtag #bluesky permite que os utilizadores dessa rede social, ao pesquisarem a hashtag #bluesky, encontrem esse conteúdo. As hashtags devem ser curtas, isoladas e descrever a publicação da melhor forma possível.
Devido ao seu uso difundido, o termo foi incorporado ao dicionário de língua inglesa Oxford, em junho de 2014, sendo definido como:
hashtag n. (nas mídias sociais de sites e aplicativo) uma palavra ou frase após uma cerquilha usada para identificar mensagens relacionadas a um tópico específico; [também] o próprio símbolo da cerquilha quando utilizado desta maneira.

## Origem
A hashtag foi inicialmente usada no ano de 2005 pelo jornalista brasileiro Wander Verch na rede social Orkut, com a ideia de criar tópicos para as publicações. Posteriormente, o designer social Chris Messina é creditado por ter produzido a primeira hashtag do Twitter em 23 de agosto de 2007, após postar o seguinte tweet:
“Como você se sente sobre o uso de # para grupos. Como em #barcamp [msg]?”. 
Nem todos, incluindo os executivos do Twitter, pensaram que essa seria uma ideia factível. A sugestão de Messina não foi adotada pelo Twitter, mas a prática foi usada de forma orgânica depois. Messina indicou que uma parte importante da motivação foi que seria fácil usar a hashtag sem ter um conhecimento técnico de codificação ou funcionalidade de pesquisa.  
A primeira hashtag popular se manifestou em tweets que usaram a palavra-chave #sandiegofire, para disseminar informação relacionada com incêndios florestais que ocorreram em outubro de 2007 em San Diego no sul da Califórnia. 
A hashtag entrou oficialmente em vigor em julho de 2009 na plataforma de Twitter, seguido por Google+ e Instagram em 2011, enquanto Facebook usou esta ideia em junho de 2013. Na atualidade é possível encontrar usos de hashtags em plataformas como Flickr, Telegram e Youtube.  

## Como usar
Hashtags devem ser usadas como indexadores, facilitando buscas futuras por outros usuários. Muitos, no entanto, confundem a criação de um "tema" com destacar individualmente cada elemento de um texto ou foto, usando um grande número de hashtags. O uso excessivo de hashtags dificulta a leitura da mensagem, proporcionando uma qualidade negativa ao seu conteúdo, podendo até desestimular os seguidores, nas redes sociais.
Uma hashtag é uma cadeia de caracteres precedida pelo símbolo # e termina com um espaço ou fim da mensagem. Não é sensível a maiúsculas e minúsculas, de modo que qualquer alteração é detectada como uma unidade só (#veRde). Em uma hashtag que inclui dois ou mais palavras, a letra inicial de cada palavra deve ser em caixa alta (#AmericaLatina). As convenções de Twitter estabelecem que possam ser usados números, mas não ser conformado inteiramente por dígitos numéricos (#123) ou começar com número (#123bem). Também não são permitidos o uso de caracteres especiais, exceto o sublinhado ( _ ). A recomendação no Twitter é usar uma hashtag de um de máximo de seis caracteres e três hashtags em um tweet. O uso excessivo pode causar confusão. 

## Funções
O uso da hashtag foi introduzido com uma forma de classificar mensagens no Twitter de acordo com o tópico, permitindo aos usuários procurar conteúdo específico e compartilhar informação. Embora a hashtag de Twitter surgisse como um método de categorização, além de funcionar como metadados (sobre o que é o tweet), agora são usados em diferentes formas e por diferentes razões. Por exemplo, comentar, elogiar ou criticar ideias, promover marcas ou eventos e para disseminar informação de notícias. As hashtags parecem servir mais do que o duplo propósito de se referir a um tópico e criar comunidades de pessoas interessadas nesse tópico, mas também usadas para diferentes propósitos e em diferentes formas. Um estudo que analisou a frequência, tipos e gramática de hashtags de contas do Twitter publicamente disponíveis identificou que uma das funções das hashtags nessa rede social são a visibilidade, construção de identidades, autopromoção ou posicionamento de um tweet em um campo específico de interés.   
As hashtags também operam em post tanto como parte da estrutura linguística e da semântica do discurso assim também como metadados. Os metadados são informações anexadas a alguma forma primária de conteúdo para ajudar na recuperação e compreensão quando são armazenados ou publicados (por exemplo, informação sobre quando e onde foi produzido um post). As hashtags são uma forma nova de metadados, porque não simplesmente operam ao serviço da gestão da informação, mas também ao serviço das relações sociais interpessoais. Também tem a função adicional de formar comunidades. 
Outra dimensão que fazem das hashtags incomum como metadados é sua integração na estrutura linguística dos textos, enquanto que metadados tradicionais são escondidos da visão de um usuário de um sistema de informação. Por exemplo: RT @usuário: A #educação é fundamental para o desenvolvimento dos países [link à website].
Baseado no conceito de metafunções linguísticas, Michele Zappavigna identifica três funções comunicativas simultâneas: 
- A função experiencial de classificar os post como um tipo de experiência particular.
- Como função interpessoal de construir relações. Por exemplo, facilitando metacomentários avaliativos que ressoam em um post (Estou assistindo uma nova série. Está muito #legal)
- Como função textual de organizar um post. Por exemplo, no nível tipográfico, o símbolo # funciona como um caractere especial que atua como uma forma de pontuação sinalizando que a tag é metadado.

## Hashtag no Instagram
A função principal da hashtag no Instagram permite aos usuários marcar suas fotos para que outros usuários possam encontrar as fotografias. Instagram trouxe um fenômeno diferente no uso das hashtags, pois imagens são frequentemente combinadas com palavras que pareciam irrelevantes. Se fosse só para identificar um tema de uma foto baseados na definição, um selfie de uma pessoa na praia provavelmente usaria #pordosol, #oceano, #caminhar, etc. No entanto, não é raro encontrar imagens marcadas com todo tipo de palavras e frases desde filosóficas (#amor, #felicidade), técnicas (#iphonephoto) até de branding pessoal (#livre, #selvagem).  
As palavras delimitadas são usadas para fornecer informações adicionais, tanto de um caractere pessoal quanto dos metadados. O propósito das hashtags não é apenas de marcadores de tópicos e agregadores, mas têm inúmeras outras aplicações. A seguir algumas das funções comunicativas das hashtags: 
- Marcar o(s) tópico(s) de um post: (#eleições)
- Agregar informação sobre um tópico (#Copa2018)
- Socializar e compartilhar experiências (#maravilhoso)
- Para se desculpar (#elemedeuflores)
- Ironia: uma hashtag que contradiz uma mensagem
- Fornecer informação adicional e/ou metadados: locação geográfica, preços, ingrediente, etc.
- Marketing e/ou branding pessoal
- Expressar atitudes como opiniões, emoções e avaliações (#animado)
- Iniciar movimentos (#metoo)
- Promulgar pontos de vistas e filosofia (#jesusteama)

## Outros Usos
No entanto, seu uso já não é restrito ao mundo online, pois começou a aparecer em placas de publicidade, placas de lojas comerciais, cartazes de manifestação de rua e banners, televisão, revistas impressas, entre outros. 
A presença off-line de uma hashtag aparentemente não tem uma função de categorização. Um razão poderia ser para enfatizar mensagens (seja um anúncio, um slogan político, a promoção de uma iniciativa social, etc.) destacadas por meio de hashtags, ou como a pesquisadora Caleffi diz: hashtagged (equivalente à hashtag usado fora da web).